# Tokugawa Iesada
Tokugawa Iesada (徳川 家定?; Tokyo, 6 maggio 1824 – Tokyo, 14 agosto 1858) è stato un militare giapponese.
Figlio di Tokugawa Ieyoshi, nacque nel castello di Edo e fu il tredicesimo shōgun dello shogunato Tokugawa.
Salito al potere nel 1853, subito dopo l'episodio delle navi nere che si dice sia stata la causa della malattia e rapida morte di suo padre, fu responsabile per i trattati ineguali (convenzione di Kanagawa, trattato di amicizia anglo-giapponese, trattato di Harris, trattato anglo-giapponese di amicizia e commercio) che ruppero il secolare sakoku e aprirono le frontiere del Giappone all'influenza straniera, riducendo l'autorità dello shōgun (essendo lo shogunato uscito sostanzialmente sconfitto dalla vicenda) e segnarono l'inizio del periodo Bakumatsu, l'ultima fase del periodo Edo segnata da tensioni e ribellioni contro lo shogunato.